# Bohdanówka (obwód lwowski)
Bohdanówka (ukr. Богданівка, Bohdaniwka) – wieś na Ukrainie, w obwodzie lwowskim, w rejonie złoczowskim, w hromadzie Krasne, nad Pełtwią. W 2001 roku liczyła 282 mieszkańców.
Do 19 lipca 2020 r. w rejonie buskim. 